# RRP9
RRP9‏ (Ribosomal RNA processing 9, U3 small nucleolar RNA binding protein) هوَ بروتين يُشَفر بواسطة جين RRP9 في الإنسان.